# Women's Christian Temperance Union New Zealand
Women's Christian Temperance Union New Zealand (WCTU NZ) är en kristen nykterhetsorganisation för kvinnor i Nya Zeeland, grundad 1885. Det är den äldsta fortfarande fungerande nationella kvinnoorganisationen på Nya Zeeland. Den är en del av Vita bandet.
WCTU NZ är främst berömd i historien för sin kampanj för kvinnlig rösträtt, som drevs inom föreningen 1885–1893 av bland andra Kate Sheppard, och som resulterade i införandet av rösträtt 1893. 